# Jankot
Jankot (nep. जङ्कोट) – gaun wikas samiti w zachodniej części Nepalu w strefie Rapti w dystrykcie Rolpa. Według nepalskiego spisu powszechnego z 2011 roku liczył on 599 gospodarstw domowych i 2853 mieszkańców (1573 kobiety i 1280 mężczyzn).